# Manifestation
|  | Wiktionary har en ordboksartikel om manifestation. |

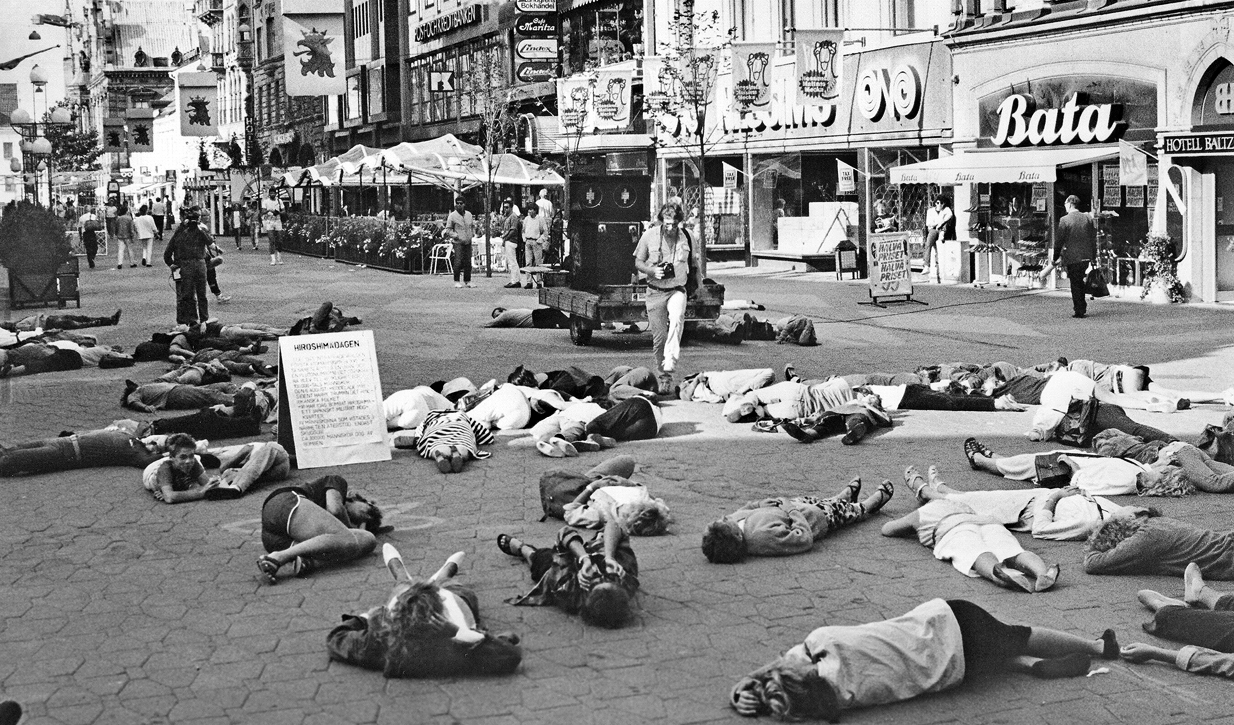
Svenska freds- och skiljedomsföreningen anordnade en manifestation på Hiroshimadagen 6 aug 1987 i Malmö.

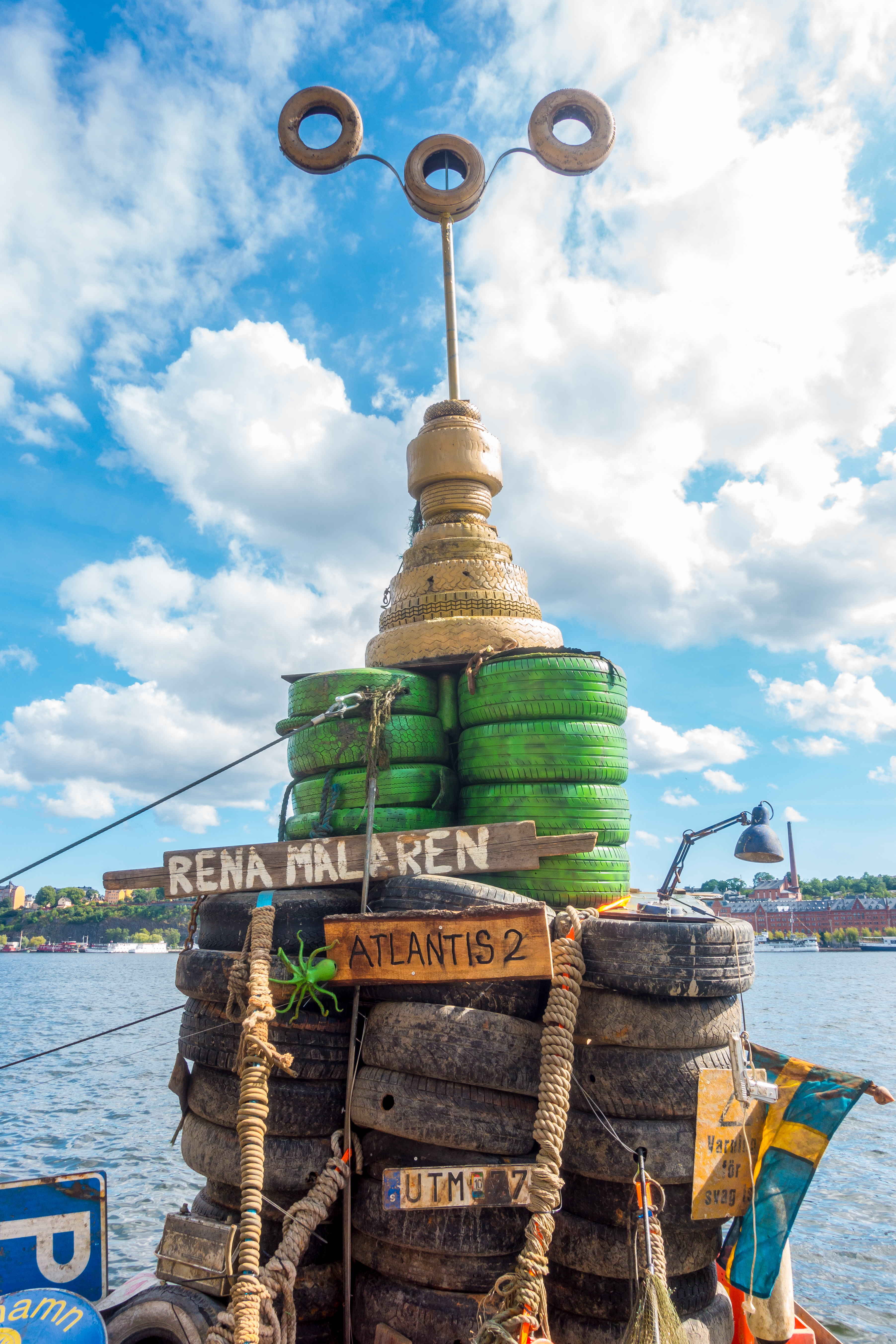
Konstverket Atlantis 2 byggdes 2020 av frivilligorganisationen H2O - Hands2Ocean (f.d. Rena Mälaren) som rensat Söder Mälarstrand och Norr Mälarstrand från tonvis med bildäck, cyklar och bilbatterier som dumpats i Riddarfjärden i Stockholm genom åren. Konstverket är en protest mot allt skräp som slängs i våra vattendrag.

Manifestation (från latinet manifestatio, 'uppenbarelse') används i svenska i betydelsen yttring eller offentliggörande av någons ståndpunkt. Det kan användas vid en grupps demonstration för eller emot något, vanligtvis utförd utan slagord. En sådan demonstration utförs i Sverige ofta i form av ett fackeltåg, där flera av de deltagande personerna bär facklor.

## Andra betydelser
Manifestation har också betydelsen uppenbarelse, särskilt som tecken på en företeelse. Denna betydelse används inom vetenskapen.
Bahá'í-tron benämner Zarathustra, Moses, Jesus, Muhammed, Bahá'u'lláh och andra stora religionsgrundare gudsmanifestationer därför att de intermittent anses manifestera Guds vilja på det område som rör mänskligheten och dess framtid. 